# 赤穂亮
赤穂 亮（あかほ りょう、1986年7月2日 - ）は、日本の元プロボクサー。栃木県芳賀郡芳賀町出身。横浜光ボクシングジム所属。
ニックネームは「華麗なる倒し屋」で名付け親はかつて担当トレーナーだった元世界チャンピオンロイヤル小林。入場曲は氷室京介「SLEEPLESS NIGHT 〜眠れない夜のために〜」。

## 来歴
2005年2月6日、大森ゴールドジムでの芦川尚史（北澤）戦でデビューし、3回TKO勝利でプロ第一戦をKO勝利で飾った。
14戦無敗（1分け）の戦績を引き下げ、15戦目で自身初タイトルを獲得するため2009年12月18日、広島県立総合体育館にて日本スーパーフライ級王者中広大悟（広島三栄）に挑戦したが、判定で引き分けとなり王座奪取ならず。
2011年5月18日、粉川拓也（宮田）が返上して空位となったOPBF東洋太平洋スーパーフライ級王座をフレッド・マンドラビー（オーストラリア）と争い、5回TKOで初タイトル獲得。7日に宮川和則会長が没しており、「ジムを引っ張るじゃないですが、ジムを盛り上げられるようベルトを取りたかった」とコメントしている。
2011年8月4日、日本スーパーフライ級王者佐藤洋太との日本・OPBF王座統一戦の予定だったが赤穂の負傷でキャンセルとなった。
2011年12月4日、白石豊土（協栄）と対戦し。タフな白石に手を焼いたものの序盤から圧倒して9回TKO勝ちを収め初防衛に成功した 。
2012年3月3日、石崎義人（真正）と神戸市立中央体育館で行い、2-0の僅差判定を制して2度目の防衛に成功。
2012年8月13日には後楽園ホールでプロデビューから4連勝、後にWBA世界スーパーフライ級王者となる河野公平に勝利して波に乗る戸部洋平（三迫）と対戦し、8回2分58秒でTKO勝ち。3度目の防衛を達成した。
2012年12月31日、大田区総合体育館でWBC世界スーパーフライ級王者佐藤洋太に挑戦。王者の動きに翻弄され本来の強打を見せることができずに12R0-3の判定負けで、王座獲得に失敗した。なお、この試合の最終ラウンドで、照明が故障するというアクシデントがあった。
2013年6月1日、後楽園ホールにてフィリピン・バンタム級15位のエルマー・フランシスコと117ポンド契約10回戦を行い、4回に左ボディーブローから右ストレートを顔面に叩き込み相手にテンカウントゴングを聞かせ、昨年の大晦日以来となる試合をKO勝利で飾った。
2013年11月2日、後楽園ホールにてフィリピン・バンタム級14位のジェッカー・ブハウェと53.0Kg契約10回戦を行い、6回1分30秒TKO勝ちを収めた。
2014年3月25日、後楽園ホールにてフィリピン・バンタム級14位のリチャード・ガルシアと53.0Kg契約10回戦を行い、2回2分23秒KO勝ちを収めた。
2014年5月31日、豊橋市総合体育館でソンセーンレック・ポスワンジムと54.5kg契約10回戦を行い、初回1分22秒KO勝ちを収めた。
2014年8月2日、後楽園ホールで芹江匡晋とバンタム級契約戦を行い、10回3-0（2者が97-93、97-94）の判定勝ちを収めた。
2014年11月22日、横浜国際プールでアントニオ・ガルシアとバンタム級ノンタイトル10回戦を行い、3度ダウンを奪い4回2分32秒KO勝ちを収めた。
2015年3月28日、ケソンのアラネタ・コロシアムでプロスパー・アンクラとWBOインターナショナルバンタム級王座決定戦を行い、4回2分49秒KO勝ちを収め王座獲得に成功した。
2015年8月7日、ラーチャブリー県のラーチャブリー・スタジアムにて亀田和毅の王座返上に伴いプンルアン・ソー・シンユーとWBO世界バンタム級王座決定戦を行うが、2回にプンルアンがロープを背負ってクリンチの要領で体を入れ替えた際に右ストレートが2発入り、ダウンした赤穂は立ち上がる事が出来ずに試合終了。2回1分8秒キャリア初のKO負けを喫し、2度目の世界挑戦も王座獲得に失敗した。
2016年5月19日、後楽園ホールで行われた「ダイナマイトパンチ100」で白石豊土と54.5kg契約8回戦を行い、8回3-0（77-76、78-74、79-72）の判定勝ちを収め再起した。
2016年10月11日、後楽園ホールで行われた「ダイナマイトパンチ102」で勅使河原弘晶と54.0kg契約10回戦を行い、10回2-1（97-94、95-94、94-95）の判定勝ちを収めた。
2016年12月24日、後楽園ホールで行われた「ファイティングスピリットシリーズ40」でペンティン・サイトソーンジムとスーパーバンタム級8回戦を行い、初回1分42秒KO勝ちを収めた。
2017年3月10日、後楽園ホールで行われた「A-sign.Bee1」で田中裕士と日本バンタム級王座決定戦を行い、10回3-0（98-93、98-92×2）の判定勝ちを収め王座獲得に成功した。
2017年8月5日、後楽園ホールで行われた「ダイナミックグローブ」で齊藤裕太と対戦し、9回1分13秒TKO勝ちを収めて初防衛に成功した。
2018年1月20日、後楽園ホールで行われる「ダイナミックグローブで日本バンタム級王者鈴木悠介と対戦する予定だったが、王者の急病のため中止となった。その後同年5月11日、後楽園ホールで行われた「A-sign.Bee13」のセミ前にリングインして現役続行を宣言した。
2018年7月13日、後楽園ホールで行われた「A-sign.Bee14」でロベルト・ウドトハンと56.0キロ契約8回戦を行い、1回2分25秒KO勝ちを収めた。
2018年11月19日、後楽園ホールで行われた「A-sign.Bee17」のメインイベントで水谷直人とスーパーバンタム級8回戦を行い、6回2分45秒TKO勝ちを収めた。
2019年4月2日、後楽園ホールで行われた「A-SIGN BEE vol.19」のメインイベントで日本スーパーバンタム級20位の藤岡飛雄馬と56.0キロ契約8回戦を行い、5回55秒2-0（50-46、49-47、48-48）負傷判定勝ちした。
2019年10月5日、後楽園ホールで權京民と対戦し、6回56秒TKO勝ちを収めた。試合後には、リング上で婚約したこともファンに報告した。
2020年12月26日、墨田区総合体育館で元日本スーパーフライ級ユース王者中村祐斗と対戦し、2回1分52秒TKO勝ちを収めた。
2021年6月5日、後楽園ホールで杉田ダイスケと対戦し、3回1分49秒KO勝ちを収めた。
2022年4月2日、後楽園ホールで中川麦茶とスーパーバンタム級8回戦を行い、8回3-0（79-73×2、77-75）の判定勝ちを収めた。
2022年9月3日、後楽園ホールにて第616回ダイナミックグローブのメインで元IBO世界スーパーフライ級王者のエドリン・ダプドンと55.8キロ（S・バンタム級超）契約の10回戦を行い、1回2分47秒でKO勝ちした。
2022年12月3日、韓国・仁川のパラダイスシティで世界3階級制覇王者のジョンリル・カシメロとスーパーバンタム級10回戦で対戦。2回にカウンターでダウンを奪うが、カシメロのパンチが赤穂の後頭部にヒット。ダメージが深く試合続行不可能となった為、韓国ボクシングコミッション（韓国には複数のコミッションがある）のローカルルールにより、2回無効試合となった。しかしその後赤穂が後頭部を打たれる前にダメージを受けており、試合続行不可能になったのは後頭部へのパンチが原因ではない事が判明し、12月21日に韓国ボクシングコミッションによって試合結果が無効試合からカシメロのKO勝ちへ変更された。

## 戦績
- アマチュアボクシング：5戦 3勝 (1KO・RSC)  2敗
- プロボクシング：44戦 39勝 (26KO) 3敗 2分

| 戦           | 日付           | 勝敗 | 時間    | 内容         | 対戦相手                           | 国籍           | 備考                                      |
| ------------ | -------------- | ---- | ------- | ------------ | ---------------------------------- | -------------- | ----------------------------------------- |
| 1            | 2005年2月26日  | ☆    | 3R 2:22 | TKO          | 芦川尚史 （北澤）                  | 日本           | プロデビュー戦                            |
| 2            | 2005年5月17日  | ☆    | 2R 2:38 | KO           | 渡会雄一 （笹崎）                  | 日本           |                                           |
| 3            | 2005年8月4日   | ☆    | 2R 0:25 | TKO          | 高橋健胤 （大阪帝拳）              | 日本           |                                           |
| 4            | 2005年12月17日 | ☆    | 4R      | 判定 2-1     | トップネーション大原 （川島）      | 日本           |                                           |
| 5            | 2006年6月1日   | ☆    | 4R      | 判定 3-0     | 久保裕樹 （横浜さくら）            | 日本           | 東日本新人王予選                          |
| 6            | 2006年11月1日  | ☆    | 6R      | 判定 3-0     | 宮口正春 （神拳阪神）              | 日本           |                                           |
| 7            | 2007年2月5日   | ☆    | 1R 1:41 | TKO          | 桐野将人 （神拳阪神）              | 日本           |                                           |
| 8            | 2007年4月23日  | △    | 8R      | 判定 1-0     | 楠浩明 （グリーンツダ）            | 日本           |                                           |
| 9            | 2007年8月27日  | ☆    | 6R 0:18 | TKO          | 大西建市 （グリーンツダ）          | 日本           |                                           |
| 10           | 2008年1月28日  | ☆    | 8R      | 判定 3-0     | 難波拓人 （明石）                  | 日本           |                                           |
| 11           | 2008年7月21日  | ☆    | 7R 1:15 | TKO          | 古川高広 （協栄）                  | 日本           |                                           |
| 12           | 2008年12月15日 | ☆    | 8R      | 判定 3-0     | ノラシン・キャットプラサンチャイ   | タイ           |                                           |
| 13           | 2009年3月1日   | ☆    | 8R      | 判定 2-1     | 永安潤之介 （川島）                | 日本           |                                           |
| 14           | 2009年8月24日  | ☆    | 3R 2:10 | TKO          | ジョッキーレック・シッスーイ       | タイ           |                                           |
| 15           | 2009年12月18日 | △    | 10R     | 判定 0-1     | 中広大悟 （広島三栄）              | 日本           | 日本スーパーフライ級タイトルマッチ        |
| 16           | 2010年3月29日  | ☆    | 1R 1:48 | TKO          | スランチャイ・シッサイトーン       | タイ           |                                           |
| 17           | 2010年8月30日  | ☆    | 4R 1:06 | TKO          | コーラトレック・オーベンジャマッド | タイ           |                                           |
| 18           | 2011年5月18日  | ☆    | 5R 終了 | TKO          | フレッド・マンドラビー             | オーストラリア | OPBF東洋太平洋スーパーフライ級王座決定戦  |
| 19           | 2011年12月4日  | ☆    | 9R 1:25 | TKO          | 白石豊土 （協栄）                  | 日本           | OPBF防衛1                                 |
| 20           | 2012年3月3日   | ☆    | 12R     | 判定 2-0     | 石崎義人 （真正）                  | 日本           | OPBF防衛2                                 |
| 21           | 2012年8月13日  | ☆    | 8R 2:58 | TKO          | 戸部洋平 （三迫）                  | 日本           | OPBF防衛3                                 |
| 22           | 2012年12月31日 | ★    | 12R     | 判定 0-3     | 佐藤洋太 （協栄）                  | 日本           | WBC世界スーパーフライ級タイトルマッチ     |
| 23           | 2013年6月1日   | ☆    | 6R 0:44 | KO           | エルマー・フランシスコ             | フィリピン     |                                           |
| 24           | 2013年11月2日  | ☆    | 6R 1:30 | TKO          | ジェッカー・ブハウェ               | フィリピン     |                                           |
| 25           | 2014年3月25日  | ☆    | 2R 2:23 | TKO          | リチャード・ガルシア               | フィリピン     |                                           |
| 26           | 2014年5月21日  | ☆    | 1R 1:22 | KO           | ソンセーンレック・ポスワンジム     | タイ           |                                           |
| 27           | 2014年8月2日   | ☆    | 10R     | 判定 3-0     | 芹江匡晋 （伴流）                  | 日本           |                                           |
| 28           | 2014年11月22日 | ☆    | 4R 2:32 | KO           | アントニオ・ガルシア               | メキシコ       |                                           |
| 29           | 2015年3月28日  | ☆    | 4R 2:59 | KO           | プロスパー・アンクラ               | ガーナ         | WBOインターナショナルバンタム級王座決定戦 |
| 30           | 2015年8月7日   | ★    | 2R 1:08 | KO           | プンルアン・ソー・シンユー         | タイ           | WBO世界バンタム級王座決定戦               |
| 31           | 2016年5月19日  | ☆    | 8R      | 判定 3-0     | 白石豊土 （協栄）                  | 日本           |                                           |
| 32           | 2016年10月11日 | ☆    | 10R     | 判定 2-1     | 勅使河原弘晶 （輪島功一スポーツ）  | 日本           |                                           |
| 33           | 2016年12月24日 | ☆    | 1R 1:42 | KO           | ペンティン・サイトソーンジム       | タイ           |                                           |
| 34           | 2017年3月10日  | ☆    | 10R     | 判定 3-0     | 田中裕士 （畑中）                  | 日本           | 日本バンタム級王座決定戦                  |
| 35           | 2017年8月5日   | ☆    | 9R 1:13 | TKO          | 齊藤裕太（花形）                   | 日本           | 日本防衛1                                 |
| 36           | 2018年7月13日  | ☆    | 1R 2:25 | KO           | ロベルト・ウドトハン               | フィリピン     |                                           |
| 37           | 2018年11月19日 | ☆    | 6R 2:45 | TKO          | 水谷直人（KG大和）                 | 日本           |                                           |
| 38           | 2019年4月2日   | ☆    | 5R 0:55 | 負傷判定 2-0 | 藤岡飛雄馬（宮田）                 | 日本           |                                           |
| 39           | 2019年10月5日  | ☆    | 6R 0:56 | TKO          | 權京民                             | 韓国           |                                           |
| 40           | 2020年12月26日 | ☆    | 2R 1:52 | TKO          | 中村祐斗（市野）                   | 日本           |                                           |
| 41           | 2021年6月5日   | ☆    | 3R 1:49 | KO           | 杉田ダイスケ（ワタナベ）           | 日本           |                                           |
| 42           | 2022年4月2日   | ☆    | 8R      | 判定 3-0     | 中川麦茶（一力）                   | 日本           |                                           |
| 43           | 2022年9月3日   | ☆    | 1R 2:47 | KO           | エドリン・ダプドン                 | フィリピン     |                                           |
| 44           | 2022年12月3日  | ★    | 2R 2:25 | KO           | ジョンリル・カシメロ               | フィリピン     |                                           |
| テンプレート |                |      |         |              |                                    |                |                                           |

## 獲得タイトル
- OPBF東洋太平洋スーパーフライ級王座（防衛3=返上）
- WBOインターナショナルバンタム級王座
- 日本バンタム級王座（防衛1=返上）